# Karl Friedrich Kahlert
Karl Friedrich Kahlert (25 de septiembre de 1765 - 8 de septiembre de 1813), también conocido por los seudónimos Lawrence Flammenberg o Lorenz Flammenberg y Bernhard Stein  fue un autor alemán de narrativa gótica. Es conocido principalmente por la novela "El Nigromante, o el Cuento de la Selva Negra" (Der Geisterbanner: Eine Wundergeschichte aus mündlichen und schriftlichen Traditionen), una de las siete "Novelas horribles de Northanger" a las que hace referencia Jane Austen en su obra La Abadía de Northanger .  Con esta obra obra ejerció una gran influencia en la narrativa gótica inglesa, incluso en la novela El monje de Matthew Lewis .

## Biografía
Kahlert nació el 25 de septiembre de 1765 en Breslau, Prusia (actual Breslavia, Polonia) y murió el 8 de septiembre de 1813 en Glogau, Prusia (actual Głogów, Polonia). 

## Influencia
Kahlert escribió numerosas obras de teatro en alemán, ninguna de las cuales fuera traducida a otros idiomas con la excepción de Der Geisterbanner, publicada en 1794 y traducidad posteriormente al inglés.  Sin embargo esta traducción, realizada por Peter Teuthold, se trató de una adaptación muy libre de la obra original (Incluyendo incluso textos de la novela "Der Verbrecher aus verlorner Ehre" de Friedrich Schiller). A pesar de lo erróneo y libre de esta adaptación, estos cuentos góticos alemanes fueron una importante influencia para la literatura gótica inglesa que se publicaría en la década de 1790 (Junto con los cuentos del austríaco Cajetan Tschink, y los alemanes Carl Grosse y Lonhard Wächter  
Kahlert fue consciente de los cambios realizados en su texto y en la segunda edición (1799) tradujo al alemán la versión inglesa, invitando a los lectores a comparar ambos textos, para ver la diferencia entre los gustos literarios inglés y alemán, que según él explicaban las diferencias en la traducción. 
"El Nigromante" fue un éxito de ventas y lo bastante conocido en su época como para ser incluido en la lista de "novelas horribles de Northanger" de La abadía de Northanger de Jane Austen (Junto con El castillo de Wolfenbach de Eliza Parsons, Clermont de Regina Maria Roche, La misteriosa advertencia, un cuento alemán , de Eliza Parsons, La campana de medianoche de Francis Lathom, El huérfano del Rin de Eleanor Sleath y Misterios horribles de Carl Grosse). 
Tras la publicación de "La abadía de Northanger", "El nigromante" se volvió cada vez más desconocido. En la década de 1910 se creía que estos siete libros mencionados fueron invenciones de Austen, y en 1922, tras la popularización de este listado se asumió que no existían.  El principal defensor de esta teoría fue el crítico y escritor inglés George Saintsbury, quien incluso afirmó: "Me gustaría que una autoridad mejor que la de la señorita Isabella Thorpe me asegurara la existencia de esta novela". 
Estos siete libros fueron finalmente redescubiertos por Michael Sadleir en la década de 1920 al conseguir copias originales en una subasta en la tienda Sotheby's y tras su búsqueda en distintas colecciones privadas. La copia redescubierta de "El Nigromante" se encontraba en manos de Arthur Hutchinson, editor de revistas y coleccionista de libros, que legó su biblioteca a Sadleir tras su muerte.  
En 2007 una reedición, realizada por la editorial estadounidense Valancourt Books ayudó a difundir de nuevo la obra, así como dar a conocer la vida de su autor a un público actual. 
En 2025, la editorial española Críptica ediciones, realizó la primera traducción al idioma español de la obra bajo el título "El Nigromante o el cuento de la selva negra"..

## Obras
- Der Geisterbanner: Eine Wundergeschichte aus mündlichen und schriftlichen Traditionen (Breslau: Wilhelm Gottlieb Korn, 1792)

- Maria von Schwaningen: Ein Trauerspiel in fünf Aufzügen (Breslau: Wilhelm Gottlieb Korn, 1797)

- Die Waffenbrüder: Ein tragisches Sittengemälde aus den Zeiten der Kreutzzüge in fünf Aufzügen (Breslau: Wilhelm Gottlieb Korn, 1792)